# Linn Haug
Linn Haug (ur. 6 marca 1990 w Trondheim) – norweska snowboardzistka. Jej najlepszym wynikiem olimpijskim jest 27. miejsce w halfpipe’ie na igrzyskach w Vancouver. Najlepszy wynik na mistrzostwach świata osiągnęła na mistrzostwach w Kangwŏn, gdzie zajęła 41. miejsce w halfpipe’ie. Najlepsze wyniki w Pucharze Świata osiągnęła w sezonie 2007/2008, kiedy to zajęła 35. miejsce w klasyfikacji generalnej, w klasyfikacji halfpipe’a była dziewiąta. Jest też brązową medalistką mistrzostw świata juniorów w halfpipe’ie z 2007 r.

## Sukcesy

### Igrzyska olimpijskie
| Miejsce | Dzień     | Rok  | Miejscowość | Konkurencja | Zwycięzca    |
| ------- | --------- | ---- | ----------- | ----------- | ------------ |
| 27.     | 18 lutego | 2010 | Vancouver   | Halfpipe    | Torah Bright |

### Mistrzostwa Świata
| Miejsce | Dzień       | Rok  | Miejscowość | Konkurencja | Zwycięzca |
| ------- | ----------- | ---- | ----------- | ----------- | --------- |
| 41.     | 23 stycznia | 2009 | Kangwŏn     | Halfpipe    | Liu Jiayu |

### Puchar Świata

#### Miejsca w klasyfikacji generalnej
- 2006/2007 – 75.
- 2007/2008 – 35.
- 2008/2009 – 40.
- 2009/2010 – 76.

#### Miejsca na podium
1. Cardrona – 7 września 2008 (Halfpipe) – 3. miejsce